# Saturnina Rodríguez de Zavalía
Chân phước Saturnina Rodríguez de Zavalía (27 tháng 11 năm 1823 - 5 tháng 4 năm 1896) - với tên tu sĩ là Catalina de María - là một tín hữu của Giáo hội Công giáo Rôma và là thành viên của Các người nữ hèn mọn của Trái tim Chúa Giêsu. Zavalía đã kết hôn chỉ hơn một thập kỷ trước khi bà theo lời kêu gọi sống đời sống tu trì của mình và thành lập một tổ chức công giáo rộng khắp Argentina; bà hợp tác với Thánh José Gabriel del Rosario Brochero trước khi qua đời.
Án phong thánh bắt đầu vào ngày 1 tháng 9 năm 1941 và Giáo hoàng Gioan Phaolô II sau này đã xếp bà vào hàng ngũ các Đấng đáng kính vào ngày 18 tháng 12 năm 1997. Zavalía được phong chân phước vào ngày 25 tháng 11 năm 2017 tại một Thánh lễ được tổ chức tại Córdoba chủ sự bởi Hồng y Angelo Amato.

## Đời sống
Saturnina Rodríguez de Zavalía sinh ra tại Córdoba vào ngày 27 tháng 11 năm 1823 và là người thứ ba trong bốn người con của Hilario Rodríguez Orduña (1791–1832) và Catalina Montenegro (1803–1826); lễ rửa tội của bà được tổ chức vào ngày 27 tháng 11 tại nhà thờ thành phố. Hai chị gái của bà là Manuela và Petrona và em gái bà, Estaurófila sinh ra năm 1826. Mẹ bà mất năm 1826 - sau khi sinh đứa con cuối cùng - và cha bà qua đời vào năm 1832 sau khi từ chối kết hôn lần nữa sau khi bị góa vợ.  Dì của bà, bà Doña Teresa (sinh năm 1766) đảm đương vai trò chăm sóc các cháu sau khi cha chúng qua đời.
Điểm mốc đầu tiên của bà với đời sống tu trì là vào năm 1840 sau khi bà tham gia một khóa học về các bài tập tâm linh cùng với Dòng Tên. Năm 1848, bà đã chọn linh mục Tiburcio López làm linh mục linh hướng của mình và chính ông đã khuyến khích bà tiến đến việc kết hôn. Rodríguez kết hôn với Manuel Antonio de Zavalía vào ngày 13 tháng 8 năm 1852 - một người đàn ông góa chồng với hai đứa con Benito và Deidamia và ông đe dọa sẽ tự sát nếu bà từ chối cưới ông; López đã quyết định cử hành lễ cưới với ông này. Cặp đôi này có một người con gái đã chết ngay sau khi sinh hoặc bị sẩy thai và gây nguy hiểm cho sức khỏe của bà. Cuộc hôn nhân của bà không được bình yên vào trong vài khoàng thời gian do cơn giận dữ của bà bùng lên khi ông bị áp lực. Bốn người chuyển đến Paraná vào năm 1860 và trở về Córdoba năm 1861. Chồng bà không chịu nổi căn bệnh nặng hành hạ phát xuất từ ngày 30 tháng 3 năm 1865.
Vào ngày 15 tháng 9 năm 1865, Zavalía góa bụa viếng thăm nhà thờ địa phương để trò chuyện với Thánh Thể và cô quyết định thành lập một hội đoàn tôn giáo; bà đã thành lập Các người nữ hèn mọn của Trái tim Chúa Giêsu vào ngày 29 tháng 9 năm 1872. Linh mục linh hướng của bà vào thời điểm đó là David Luque và bà thành lập nhà mẹ của hội đoàn này vào ngày 1 tháng 3 năm 1875. Những ngôi nhà của hội đoàn khác được thành lập trong giai đoạn này, trong đó có một nhà vào năm 1886 tại Santiago del Estero và năm 1889 tại Tucumán. Và đã từng hợp tác với Thánh José Gabriel del Rosario Brochero. Luque bị bệnh nặng kể từ năm 1888 và ông qua đời vào ngày 11 tháng 8 năm 1892, điều này khiến bà phải can thiệp vào việc quản lý nhà mẹ của hội đoàn. Năm 1893, Tổng Giám mục Buenos Aires León Federico Aneiros yêu cầu bà thành lập một nhà hội đoàn ở Buenos Aires và bà đã thực hiện.
Zavalía qua đời vì bệnh vào ngày 5 tháng 4 năm 1896 lúc 8:00 sáng sau khi bị bệnh nặng trong mùa Phục Sinh.